# Ufulumwa
Ufulumwa è una circoscrizione rurale (rural ward) della Tanzania situata nel distretto di Uyui, regione di Tabora. Conta una popolazione di 26 969 abitanti (censimento 2012).